# صديق العمر (مسلسل)
صديق العمر، هو مسلسل تليفزيوني مصري عرض في رمضان 1435هـ/2014م.

## قصة المسلسل
يتناول أحداث العلاقة التاريخية بين الرئيس الراحل (جمال عبد الناصر)، وقائد القوات المسلحة المصرية المشير (عبد الحكيم عامر) في الفترة بين 1960 حتى 1967، منذ الوحدة بين مصر وسوريا وحتى النكسة، مرورا بأحداث فترة الستينات. ويناقش المسلسل مسألة وفاة المشير، وهل انتحر كما أشيع وقتها، أم قُتل. كما يتعرض المسلسل لقصة زواج المشير بالممثلة (برلنتي عبد الحميد) والعلاقة الوثيقة بين أسرة جمال وأسرة عبد الحكيم.

## بطولة
| - جمال سليمان: جمال عبد الناصر - باسم سمرة: عبد الحكيم عامر - درة: برلنتي عبد الحميد - صبري فواز: محمد حسنين هيكل - نهال عنبر: تحية كاظم - سلوى محمد علي: زينب زوجة عبد الحكيم - ياسر الطوبجي: عبد اللطيف البغدادي - محمد نصر: محمد أنور السادات - حمادة بركات:شمس بدران - أمجد عابد: زكريا محيي الدين | - عاطف عمار: صلاح نصر - ثراء جبيل:زهرة - باسم قهار:عبد الكريم النحلاوي - محمد البياع:حسين الشافعي - مصطفى الريدي: كمال الدين حسين - محمد العمروسي: علي شفيق - محمد أحمد ماهر :حسين عبد الناصر - ندى عادل: أمال ابنة عبد الحكيم عامر - عبد القادر الملا:عبد الحميد السراج | - شادي سرور:سامي شرف - محمد عبد الخالق :محمد فوزي حاخوا - عماد الطيب :مساعد صلاح نصر - ناصر شاهين:عبد المنعم رياض - شريف عواد :أحمد علوى - أحمد رفعت:شعراوي جمعة - حسن العدل:والد المشير - ياسر علي ماهر: العميد أيوب - لبنى عبد العزيز:أم برلتني |

### اشترك في التمثيل
| - رانيا منصور:صديقة برلنتي - سحر عبد الحميد:بدرية خادمة - سعيد العمروسي:عبد الله السلال - سمير حكيم:كمال سفرجي المشير - محمد عوض: محمد سعيد الماحي - شريف محسن:نجيب المستكاوي - طارق شوقي: جان بول بوليفيه - عبد المنعم رياض: مهندس الحرب - فرحان المطر: جمال الفيصل - عبيدة أبو وردة: هاني الهندي - علاء حور: مساعد السراج - فهد السكري: الشاعر السوري - محمد علاء: جلال هريدي - محمود الباز: السفير الأمريكي - محمود جبر: ضابط منزل المشير | - منصور أمين: ذو الفقار علي بوتو - منقذ الأسود:الشاب محمد - هاني إبراهيم:محمود رياض - أحمد السلكاوي:أحمد زكي - أحمد صالح:السجين الجاسوس - أحمد النمرسي: محمد محمد فائق - أحمد طارق:محمد عزب - أحمد عبد الرازق:علي صبري - أحمد ماجد: حارس المشير - آية هشام:نوال المحلاوي - تامر الكاشف:عبد الرحمن البيضاني - حازم ناصف:السفير اليوغوسلافي - ياسمين القماش:سيدة - محمد شماع:ضابط الانقلاب | - يوسف أبو دان:ضابط الانقلاب - أحمد الحرفي:ضابط الانقلاب - أحمد فستق:ضابط الانقلاب - أحمد ميرعي:ضابط الانقلاب - حسام جدعو:ضابط الانقلاب - كمال الحفناوي:محمود المليجي - إسلام صبري: رشدي أباظة - أحمد: جمال عبد الناصر شابا - تامر سعد:عبد الحكيم شابا - ماجد عبد العظيم: الضابط أنور القاضي - عمر عبد الحليم: جمال عبد الحكيم - عادل شعبان:أمين هويدي - زياد وهبه: خالد جمال عبد الناصر - سيف زهران:صحفي |

## فريق العمل
حاتم صابر - خبير عسكرى يشرف على دور عبدالناصر